# Gucken Cederborg
Gucken Cederborg (12 de febrero de 1881 - 17 de mayo de 1932) fue una actriz teatral y cinematográfica de nacionalidad sueca, activa en la época del cine mudo.

## Biografía
Su nombre completo era Augusta Johanna Martina Karlsson, y nació en Oslo, Noruega. Casada con el actor Torre Cederborg, falleció en Estocolmo, Suecia, siendo enterrada en el Cementerio Norra begravningsplatsen de esa ciudad.

## Filmografía (selección)
- 1931 : Trötte Teodor
- 1931 : Flickan från Värmland
- 1931 : Brokiga Blad
- 1928 : Synd
- 1928 : Hans Kungl. Höghet shinglar
- 1927 : En perfekt gentleman
- 1925 : Hennes lilla majestät
- 1925 : Polis Paulus' påskasmäll
- 1924 : Löjen och tårar
- 1924 : 33.333
- 1924 : Dan, tant och lilla fröken Söderlund
- 1924 : Livet på landet
- 1923 : Andersson, Pettersson och Lundström
- 1923 : Gamla gatans karneval
- 1922 : Luffar-Petter
- 1920 : Gyurkovicsarna
- 1920 : Baron Olson
- 1920 : Erotikon
- 1919 : Åh, i morron kväll
- 1919 : Ingmarssönerna
- 1918 : Thomas Graals bästa barn
- 1918 : Berg-Ejvind och hans hustru
- 1917 : Thomas Graals bästa film
- 1917 : Terje Vigen
- 1917 : Alexander den Store
- 1916 : Kärlek och journalistik
- 1911 : Järnbäraren
- 1910 : Emigrant
- 1910 : Regina von Emmeritz och Konung Gustaf II Adolf

## Teatro (selección)
- 1914 : Herr Dardanell och hans upptåg på landet, de August Blanche, Folkan[4]
- 1914 : Pojkarna på Storholmen, de Sigurd Wallén, Folkan[5]
- 1915 : Silverasken, de John Galsworthy, Folkan[6]
- 1915 : Kring kvinnan, Folkan[7]
- 1915 : I mobiliseringstider, de Gustav von Moser, Folkan[8]
- 1916 : Här jobbas, de Otto Hellkvist, Folkan[9]
- 1917 : Lilla Rödluvan, de Helge Malmberg, dirección de Helge Malmberg, Komediteatern[10]
- 1926 : Benjamin, de René Mercier, dirección de Nils Johannisson, Södra Teatern[11][12]
- 1929 : Den svarta skjortan, de Herbert Grevenius, dirección de Rune Carlsten, Teatro Oscar[13]
- 1930 : Farmors revolution, de Jens Locher, dirección de Pauline Brunius, Teatro Oscar[14]
- 1931 : Dunungen, de Selma Lagerlöf, dirección de Gustaf Linden, Skansenteatern[15][16]
- 1931 : Glada änkan, de Franz Lehár, Victor Léon y Leo Stein, dirección de Gösta Ekman (sénior) y Per Lindberg, Konserthusteatern[17]